# دانييل بينيت (لاعب كرة قدم)
دانييل بينيت (بالإنجليزية: Daniel Bennett) (و. 1978  م) هو لاعب كرة قدم، من سنغافورة، يلعب كمُدَافِع.

## التعليم
تعلم في جامعة لوفبرا.

## روابط خارجية
- دانييل بينيت على موقع الاتحاد الدولي (مؤرشف)  (الإنجليزية)
- دانييل بينيت على موقع قاعدة بيانات كرة القدم.إي يو (الإنجليزية)
- دانييل بينيت على موقع ناشيونال فوتبول تيمز (الإنجليزية)
- دانييل بينيت على موقع Soccerbase.com (لاعب) (الإنجليزية)
- دانييل بينيت على موقع Soccerway.com (الإنجليزية)
- دانييل بينيت على موقع عالم كرة القدم.نت (الإنجليزية)